# اللبنانيون في مصر
اللبنانيين في مصر هم أشخاص من لبنان أو من أصل لبناني يعيشون أو عاشوا في مصر. العديد من الشخصيات البارزة التي ظهرت في مصر كانت من أصل لبناني مثل الممثل المشهور عالمياً عمر الشريف[بحاجة لمصدر] (الاسم عند الولادة ميشيل شلهوب) والمخرج المصري المشهور يوسف شاهين[بحاجة لمصدر]. كان معظم اللبنانيين الذين كانوا يقيمون في مصر من المتعلمين تعليماً عالياً وقد ساهم المجتمع اللبنانى ككل في رفاه مصر الثقافي والمالي خاصة خلال عهد أسرة محمد علي. منذ الثورة المصرية عام 1952 غادر معظم الجالية اللبنانية في مصر البلاد مهاجرة إلى الأمريكتين وأوروبا وأستراليا بالإضافة إلى عودة الكثير منهم إلى لبنان خاصة بيروت.
حدث ارتفاع في الهجرة اللبنانية إلى مصر بين القرنين التاسع عشر وأوائل القرن العشرين. نظرًا لأن لبنان كان جزءًا من سوريا العثمانية خلال هذا الوقت فقد هاجر المسيحيون من جميع أنحاء بلاد الشام (سوريا ولبنان وفلسطين) إلى مصر كجماعة واحدة تحت اسم الشوام. وبالتالي فإنه مصطلح شامل لمجتمعهم وهو «السوريون اللبنانيون». زاد عدد المسيحيين اللبنانيين في مصر بشكل كبير خلال الصراع في لبنان عام 1860 والذي قتل فيه الآلاف من المسيحيين إلى جانب تدمير مئات من قراهم. كانت الغالبية العظمى من المهاجرين اللبنانيين وغيرهم من المشرقيين الذين وصلوا إلى مصر متعلمين جيدًا ويتحدثون الفرنسية.
كانت الجالية اللبنانية التاريخية في مصر خاصة خلال القرن التاسع عشر وأوائل القرن العشرين مسيحية بشكل شبه حصري من (الروم الكاثوليك الرومان والروم الأرثوذكس والكاثوليك الموارنة) مع وجود أعداد صغيرة من المسلمين واليهود بينهم. في الوقت الحاضر يميل كثير من اللبنانيين الذين يعيشون في مصر ومعظمهم من أجل التعليم أو العمل إلى أن يكونوا مسلمين.

## أهم الشخصيات

### السينما
- يوسف شاهين، مخرج سينمائي
- يوسف معلوف، مخرج سينمائي
- عمر الشريف، ممثل سينمائي
- هنري بركات، مخرج سينمائي
- أنور وجدي، ممثل ومخرج
- بشارة واكيم، ممثل ومخرج
- آسيا داغر، ممثلة ومنتجة سينمائية
- ماري كويني، ممثلة ومنتجة سينمائية
- بديعة مصابني، ممثلة وراقصة
- فؤاد الظاهري، موسيقي وملحن أغاني سينمائية

### المسرح
- فتوح نشاطي، ممثل ومخرج مسرحي
- جورج أبيض، مسرحي
- إسكندر فرح، مسرحي

### الأدب والصحافة
- جورجي زيدان، أديب
- يعقوب صروف، كاتب وصحفي ومترجم
- سليم النقاش، أديب وصحفي
- خليل مطران، شاعر وصحفي
- جورج شحادة، شاعر بالفرنسية
- أندريه شديد، شاعرة بالفرنسية
- مي زيادة، شاعرة ومترجمة
- فرح أنطون، صحفي وروائي
- إدوارد سعيد، مفكر في النقد الأدبي
- ألبير قصيري، كاتب
- بشارة وسليم تقلا، مؤسسا جريدة الأهرام
- يوسف كرم، مفكر ومؤرخ فلسفة
- جورج أنطونيوس، كاتب ودبلوماسي وأول مؤرخ للقومية العربية
- أمين معلوف، روائي بالفرنسية
- ألبير أديب، صحفي